# Sérgio Manoel (football, 1989)
Sérgio Manoel Barbosa Santos, né le 8 septembre 1989 à Xique-Xique et mort le 28 novembre 2016 à La Unión, est un footballeur brésilien qui évolue au poste de milieu de terrain.
Il meurt le 28 novembre 2016, dans le crash du vol 2933 LaMia Airlines.

## Biographie
Sérgio Manoel joue principalement en faveur des clubs de Coritiba, Goianiense, Paysandu et Chapecoense.
Il dispute au cours de sa carrière 35 matchs en première division brésilienne (deux buts), 8 matchs en deuxième division brésilienne, et 7 matchs en Copa Sudamericana.